# Antonio Carmine Centi
Antonio Carmine Centi (Barisciano, 13 giugno 1944 – Tortoreto, 20 agosto 2024) è stato un politico italiano.

## Biografia
Militante del Partito Comunista Italiano, fu vicesindaco della città dell'Aquila dal 1978 al 1980, con sindaco Ubaldo Lopardi (PSDI). Diventò quindi consigliere comunale dagli anni '80, ricoprendo anche il ruolo di assessore. Alle elezioni regionali in Abruzzo del 1990 fu eletto consigliere regionale nella lista comunista, passando poi al neonato Partito Democratico della Sinistra nel 1991 allo scioglimento del PCI.
Venne eletto sindaco dell'Aquila il 26 giugno 1994, primo tramite metodo di elezione diretta, a capo della coalizione dei Progressisti con il 57,0% di voti — al ballottaggio contro il candidato del Polo Gianfranco Volpe.
Ricandidato da sindaco uscente alle successive amministrative, fu sconfitto il 7 giugno 1998, fermandosi al 43,6% di voti al ballottaggio, da Biagio Tempesta, candidato del Polo per le Libertà.
Dal 1995 Centi fu inoltre presidente dell'Associazione Nazionale Comuni Italiani d'Abruzzo, mentre dal 2010 fu presidente dell'Istituzione Sinfonica Abruzzese, carica confermata nel 2017.